# 정하영
정하영(鄭夏泳, 1962년 10월 2일 ~ )은 대한민국의 정치인이다. 제7대 김포시장을 역임했다.

## 학력
- 서암초등학교
- 환일고등학교
- 1981 ~ 1985 인하대학교 생물학 학사

## 경력
- 1993 ~ 1994: 전국농민회총연맹 경기도연맹 정책실장
- 1999 ~ 2008: 신김포농협 감사
- 2001 ~ 2003: 전국농민회총연맹 경기도연맹 사무처장
- 2003 ~ 2005: 전국농민회총연맹 학교급식개선과 조례재정을 위한 경기도운동본부 공동집행위원장
- 2010.07 ~ 2014.06: 제5대 경기도 김포시의회 의원(민선 5기, 경기 김포시 라 선거구, 무소속→새정치민주연합, 초선)
  - 2010.07 ~ 2014.06: 제5대 경기도 김포시의회 부의장
- 2014.07 ~ 2016.01: 제6대 경기도 김포시의회 의원(민선 6기, 경기 김포시 라 선거구, 새정치민주연합→더불어민주당, 재선)
  - 2014.07 ~ 2016.01: 제6대 경기도 김포시의회 전반기 행정복지위원회 위원장
- 2015.07 ~ 2016.01 : 새정치민주연합→더불어민주당 중앙위원회 위원
- 2015.08 ~ 2016.01 : 새정치민주연합→더불어민주당 전국농어민위원회 부위원장
- 2015.11 ~ 2016.01 : 새정치민주연합→더불어민주당 교육특별위원회 부위원장
- 2016.05 ~ 2018.03: 더불어민주당 경기도당 김포시 을 지역위원회 위원장
- 2018.07 ~ 2022.06: 제7대 경기도 김포시장(민선 7기, 더불어민주당, 초선)
- 2022.11 ~ : 더불어민주당 경기도당 자치분권위원회 위원장

## 역대 선거 결과
|  | 13.98% |

|  | 39.82% |

|  | 41.05% |

|  | 65.84% |

|  | 44.79% |

| 전임 유영록 | 제7대 경기도 김포시장(민선) 2018년 7월 1일 ~ 2022년 6월 30일 | 후임 김병수 |